# Timmy Allen
Timmy Allen (Mesa, Arizona, 9 de enero de 2000) es un baloncestista estadounidense que pertenece a la plantilla del BC Oostende de la BNXT League. Con 1,98 metros de estatura, juega en la posición de alero.

## Trayectoria deportiva

### Universidad
Jugó tres temporadas con los Utes de la Universidad de Utah, en las que promedió 15,6 puntos, 6,3 rebotes, 3,1 asistencias y 1,1 robos de balón por partido. En su primera temporada fue incluido en el mejor quinteto de novatos de la Pac-12 Conference, mientras que en 2022 lo fue en el mejor quinteto de la conferencia.
Después de un cambio de entrenador en Utah, Allen fue transferido a los Texas de la Universidad de Texas. Allí jugó una temporada en la que promedió 11,3 puntos, 6,0 rebotes y 2,8 asistencias por partido, siendo incluido en el segundo mejor quinteto de la Big 12 Conference, y en el mejor de entre los debutantes de la conferencia.

#### Estadísticas
| Año     | Equipo | PJ  | PT  | MPP  | %TC  | %3P  | %TL  | RPP | APP | ROB | TPP | PPP  |
| ------- | ------ | --- | --- | ---- | ---- | ---- | ---- | --- | --- | --- | --- | ---- |
| 2018–19 | Utah   | 29  | 26  | 28.8 | .575 | .571 | .735 | 5.1 | 2.4 | .9  | .2  | 12.2 |
| 2019–20 | Utah   | 31  | 31  | 35.6 | .441 | .211 | .722 | 7.3 | 3.0 | 1.2 | .2  | 17.3 |
| 2020–21 | Utah   | 25  | 25  | 35.1 | .465 | .268 | .769 | 6.4 | 3.9 | 1.3 | .2  | 17.2 |
| 2021–22 | Texas  | 34  | 34  | 29.0 | .493 | .267 | .731 | 6.4 | 2.1 | 1.2 | .4  | 12.1 |
| Total   | Total  | 119 | 116 | 31.9 | .483 | .267 | .738 | 6.3 | 2.8 | 1.2 | .3  | 14.6 |

### Profesional
Tras no ser elegido en el Draft de la NBA de 2023, se unió a los Memphis Grizzlies para la NBA Summer League y el 16 de octubre firmó con ellos. Sin embargo, fue despedido dos días después, y el 30 de octubre se unió a su filial de la G League, los Memphis Hustle, donde participó en 46 partidos promediando 9,5 puntos, 4,1 rebotes, 2,7 asistencias y 1,0 robos en 26,4 minutos.
El 6 de abril de 2024 firmó un contrato de diez días con los Memphis Grizzlies, debutando esa misma noche ante Philadelphia 76ers, logrando dos puntos y dos rebotes.
El 8 de agosto de 2024 firmó con el equipo belga del BC Oostende, de la BNXT League.

## Estadísticas de su carrera en la NBA

### Temporada regular
| Año     | Equipo  | PJ | PT | MPP  | %TC  | %3P  | %TL  | RPP | APP | ROB | TPP | PPP |
| ------- | ------- | -- | -- | ---- | ---- | ---- | ---- | --- | --- | --- | --- | --- |
| 2023-24 | Memphis | 5  | 0  | 25.1 | .261 | .000 | .500 | 3.4 | 1.0 | .8  | .0  | 2.6 |
| Total   | Total   | 5  | 0  | 25.1 | .261 | .000 | .500 | 3.4 | 1.0 | .8  | .0  | 2.6 |